# جامعة قطر
جامعة قطر هي الجامعة الحكومية الوحيدة في دولة قطر، تقع على المشارف الشمالية للعاصمة، الدوحة. في عام 2009، ضمّت 8221 طالبا، منهم 64٪ من الإناث. يتم تدريس المقررات باللغة العربية (في الفنون، والتعليم، ودورات العلوم الاجتماعية والاقتصادية) أو الإنكليزية (في الطب، العلوم الصحية، الصيدلة، والهندسة، والعلوم وإدارة الأعمال). الجامعة تستضيف حاليا عشر كليات: 
1. الآداب والعلوم
2. الإدارة والاقتصاد
3. التربية
4. الهندسة
5. القانون
6. الشريعة والدراسات الإسلامية
7. كلية الصيدلة
8. كلية الطب
9. كلية العلوم الصحية
10. كلية طب الأسنان

تضمّ حاليًا ما يقارب ال19000 طالب وطالبة . بالإضافة إلى ذلك، يتم وضعها في البداية الطلاب الذين يدخلون الجامعة في "البرنامج التأسيسي"، والتي تضمن اكتساب المهارات حاسمة إقليميا مثل الرياضيات واللغة الإنجليزية، وتكنولوجيا الكمبيوتر.
جامعة قطر توفر أوسع مجموعة من البرامج الأكاديمية في دولة قطر، وهي في معظمها للطلاب الجامعيين. وقد تلقى العديد من الدوائر الأكاديمية أو يجري حاليا تقييم للاعتماد من المنظمات الرائدة. بالإضافة إلى أكاديميين الجامعية، جامعة قطر لديها بنية تحتية للأبحاث بما في ذلك المختبرات البحثية المتقدمة، والسفينة العابرة للمحيطات، بأحدث المعدات التقنية ومكتبة كبيرة آلاف المساكن من الكتب، بما في ذلك جمع قيمة من المخطوطات النادرة. جامعة يخدم عادة نيابة عن الحكومة والقطاع الخاص لإجراء البحوث الإقليمية، وبخاصة في مجالات البيئة وتكنولوجيات الطاقة. تضمّ جامعة قطر هيئة طلابية متنوعة، أكثر من 52 جنسية مختلفة، غالبيّتهم من المواطنين القطريين. يشكّل النساء نحو 64٪ من إجمالي عدد الطلّاب، حيث توفّر لهن الجامعة مجموعة من المرافق والفصول الدراسية الخاصّة بهنّ.

## نبذه تاريخية
في عام 1973، أصدر أمير دولة قطر مرسومًا أميريًا يؤسس بموجبه أول كلية للتربية في الدولة؛ تجسيدًا لرؤيته في وضع التعليم أولويةً من أولويات تطوير الدولة. وفي ضوء قلة عدد السكان آنذاك قبلت الكلية 57 طالبا و93 طالبة في عامها الأول.
أبرز التطور السريع في البلاد الحاجة إلى التوسع في الكلية، لتوفير مجالات إضافية من التخصص بما يتماشى مع متطلبات السكان. لذلك، في عام 1977، تأسست جامعة قطر وضمت أربع كليات جديدة هي التربية، والعلوم الإنسانية والعلوم الاجتماعية، الشريعة والدراسات الإسلامية، والعلوم. من هنا، تطورت وتوسعت المؤسسة بشكل سريع، مع تأسيس كلية الهندسة عام 1980 وكلية الإدارة والاقتصاد في عام 1985. وبالإضافة إلى ذلك، أوجدت الجامعة عدة مراكز بحثية مستقلة صغيرة، وعملت على إنشاء كلية مجتمع وطنية هي كلية قطر التقنية.
بعد إنشاء المدينة التعليمية ومؤسسة قطر في عام 1996، بدأت حقبة جديدة من الخيارات التنافسية للمؤسسات المحلية للتعليم العالي، وأُعِيد تقييم للمهام والخدمات في جامعة قطر. في عام 2003، عكفت الجامعة على خطة الإصلاح الطموحة لزيادة كفاءة العمليات الإدارية والأكاديمية. ولهذه الغاية، أُطلِقَت الخطة الإستراتيجية على مستوى الجامعة 2010-2013، وتتضمن مجالات الأداء الرئيسية والتي ركزت على تعزيز جودة التعليم والخدمات بكفاءة وفعالية. كما جددت الخطة التركيز على البحث، مما أدى إلى إنشاء مكتب البحث العلمي في عام 2007، والذي أشرف على عدد متزايد من مراكز البحوث الفضائية رفيعة المستوى. أصبحت خدمة المجتمع أيضًا تحظى بتركيز كبير، وتم تعزيز العديد من المرافق والخدمات وتوسيعها لتلبية احتياجات الجمهور.

## النظام التعليمي
تتبنى جامعة قطر نظام الساعات المكتسبة الفصلية، حيث ينقسم كل عام دراسي إلى فصلين دراسيين هما الخريف والربيع، ويتكون كل فصل من 16 أسبوعاً منتظماً، كما أن هناك فصلاً صيفياً يتم تحديده وطرحه سنوياً، ولكل مقرر يطرح عدد من الساعات المكتسبة (عادة من1-4) وفقا لمجال المقرر.

## الاعتماد الأكاديمي
تسعى الجامعة للحصول على الاعتماد الأكاديمي لكافة البرامج التي لها مؤسسات أو هيئات اعتماد عالمية، وقد حققت بالفعل الاعتماد الأكاديمي لعدد من البرامج والكليات هي: برنامج العلوم الحيوية الطبية الذي تم اعتماده من قبل الهيئة الوطنية لاعتماد برامج علوم المختبرات السريرية، وبرنامج الكيمياء الذي حصل على الاعتماد من قبل الجمعية الكندية للكيمياء، وكلية الهندسة التي حصلت على الاعتماد من الهيئة الأمريكية لاعتماد برامج الهندسة والتكنولوجيا ABET لأربعة من برامجها، وكلية الصيدلة التي حققت اعتماد المجلس الكندي لاعتماد برامج الصيدلة، وكلية الإدارة والاقتصاد التي حصلت على الاعتماد الأكاديمي لجميع برامجها وبكل مستوياتها (بكالوريوس ودراسات عليا) من أشهر مؤسسات الاعتماد الأمريكية وهي "AACSB"، وقسم اللغة الإنجليزية في البرنامج التأسيسي الذي حصل على الاعتراف الأكاديمي لمدة خمس سنوات من وكالة الاعتراف الأكاديمي الأمريكية العالمية لبرامج اللغة الإنجليزية CEA

## مدة الدراسة
تختلف المدة المقررة للدراسة في جامعة قطر وفقًا لمتطلبات كل برنامج ومع ذلك، فلا ينبغي أن يتعدى بقاء الطالب ثماني سنوات من تاريخ الالتحاق بالجامعة مع استثناء المدة التي قضاها في البرنامج التأسيسي.

## خطة الدراسة الأكاديمية
تستند خطط الدراسة الأكاديمية لطلاب مرحلة البكالوريوس في كل كلية على إكمال الطالب لحد أدنى 120 ساعة مكتسبة قبل أن يتمكن من التخرج. وينبغي اختيار كل خطة دراسية من المتطلبات العامة لجامعة قطر ومن متطلبات الكلية ومتطلبات البرنامج (الرئيسية والفرعية) ومن المقررات الاختيارية.

## لغة التدريس
اللغة العربية هي لغة الجامعة الرسمية ومع ذلك فيمكن أن تكون العربية أو الإنجليزية هي لغة التدريس وفقاً لطبيعة كل برنامج فإذا كان هناك برنامج يتطلب لغة تدريس خلاف العربية أو الإنجليزية فلابد من الحصول على موافقة رئيس الجامعة بناءً على توصيات نائب رئيس الجامعة للشئون الأكاديمية.

## تطوير البرامج
تقوم الجامعة بإعادة النظر في غالبية البرامج المطروحة بالجامعة من قبل الكليات والأقسام العلمية المعنية لتطوير برامجها القائمة واقتراح برامج وتنفيذها بما يتماشى واحتياجات المجتمع.

## التخرج
تمنح درجة البرنامج الجامعية لكل طالب حقق جميع المتطلبات الأكاديمية لبرنامجه بحد أدنى للمعدل التراكمي قدره 2.0 على المقياس 4٬0. ويقام حفل التخرج في نهاية فصل الربيع من كل عام دراسي ويحق لجميع الطلاب المرشحين للتخرج المشاركة في حفل التخرج.

## الكليات
تمنح جميع كليات الجامعة درجة البكالوريوس لملتحقيها وتعمل باستمرار على تحديث برامجها واستبدال بعضها انسجاما مع متطلبات سوق العمل واحتياجات المجتمع المتلاحقة والتطورات العالمية في المجال الأكاديمي. وتضع كل كلية إستراتيجية مدروسة تضمن التواصل مع الهيئات والمؤسسات الحكومنية والخاصة بالدولة وتعتمد معظم كليات الجامعة البرنامج التأسيسي الذي يمهد لدراسة التخصص باللغة الإنجليزية وبالمواد العلمية كالرياضيات والحاسب الآلي
تضم الجامعة حاليا عشرة كليات وهم :
- كلية الآداب والعلوم
- كلية الهندسة
- كلية الإدارة والاقتصاد
- كلية الشريعة والدراسات الإسلامية
- كلية القانون
- كلية التربية
- كلية الصيدلة
- كلية الطب
- كلية العلوم الصحية
- كلية طب الأسنان

## كلية التربية
تسعى كلية التربية لصنع المستقبل من خلال التميز في التدريس، البحث العلمي، القيادة.
بدأت الكلية في إعداد المعلمين منذ عام 1973، وتضم حالياً قسمين رئيسين، وهما:
1. بكالوريوس تعليم الابتدائي

- الطفولة المبكرة.
- علوم - رياضيات .
- إنجليزي
- المسار الأدبي .
1. بكالوريوس تعليم الثانوي

وتطرح الكلية البرامج الأكاديمية التالية:
- برامج على مستوى البكالوريوس:

1. بكالوريوس التربية الفنية
2. بكالوريوس التربية البدنية وعلوم الرياضة
3. بكالوريوس التربية في التعليم الابتدائي

- برامج على مستوى الدبلومات

1. دبلوم التربية الخاصة
2. دبلوم الطفولة المبكرة
3. دبلوم التعليم الابتدائي
4. دبلوم التعليم الثانوي

- برامج على مستوى الماجستير

1. ماجستير التربية في القيادة التربوية
2. ماجستير التربية في التربية الخاصة

## كلية الآداب والعلوم
لقد استلزم مشروع تطوير الجامعة إعادة النظر في الهيكل الأكاديمي مثل دمج بعض الكليات في ضوء مدخل التخصصات البينية من أجل التغلب على عزلة الكليات وانفصال بعضها عن بعض. وفي هذا الإطار تم في العام الجامعي 2004/2005 دمج كلية الإنسانيات والعلوم الاجتماعية وكلية العلوم تحت مظلة واحدة بمسمى «كلية الآداب والعلوم»، وأصبحت هذه الكلية أحد أهم ركائز مشروع التطوير. تقدم كلية الآداب والعلوم تخصصات بينية تقوض الهوة بين التخصصات العلمية والأدبية وتمزج بينهما في المتطلبات العامة والتي تعتبر عنصرا أساسيا في أي برنامج دراسي تقدمه الجامعة.
وتتسم تخصصات الكلية بالحيوية التي تحتاجها قطاعات واسعة أكاديمية وتنفيذية وكذلك توفير متنوع المعارف والمهارات التي من شأنها إعداد الطلاب لخوض مجالات عمل كثيرة ومتنوعة.
وتطرح الكلية حاليا عددا كبيرا من البرامج وتشمل البرامج العلمية والعلوم الصحية والإنسانية تقدمها الأقسام التالية :
1. قسم الإعلام وعلم المعلومات
2. قسم الرياضيات والفيزياء
3. قسم العلوم الاجتماعية
4. قسم العلوم الإنسانية
5. قسم العلوم البيولوجية والبيئية
6. قسم العلوم الصحية
7. قسم الكيمياء وعلوم الأرض
8. قسم اللغات الأجنبية
9. قسم اللغة العربية
10. برنامج الشئون الدولية
11. برنامج اللغة العربية لغير الناطقين بها

## كلية الشريعة والدراسات الإسلامية
تأسست كلية الشريعة والدراسات والإسلامية عام 1977 بهدف تدريس الطلبة الملتحقين بها مبادئ وأسس الشريعة الإسلامية وتهيئتهم لأدوار عديدة في مجال الإرشاد الديني. إلى جانب ذلك تسهم الكلية في تلبية احتياجات المجتمع من المعلمين والإعلاميين والمفكرين والأئمة والقضاة الإسلاميين، وتطرح الكلية عددا من البرامج في مجال الشريعة والدراسات الإسلامية تقدمها الأقسام التالية بالكلية:
تضم الكلية ثلاثة أقسام:
- الفقه وأصوله
- العقيدو والدعوة
- القرآن والسنة
- أصول الدين
- الدراسات الإسلامية والمصارف

## كلية القانون
أنشئت كلية القانون بجامعة قطر في العام الدراسي 2004/2005 تنفيذاً للسياسات التطويرية التي تبنتها الجامعة والتي كان منها فصل قسم القانون عن كلية الشريعة والدراسات الإسلامية واستحداث كلية مستقلة سميت بكلية القانون نظراً لأن الدراسات القانونية تتطلب اهتماماً إدارياً وأكاديمياً أكبر وأفضل.
تقدم الكلية برنامج البكالوريوس في القانون والذي يعد مزيجاً فريداً من المعرفة والإدراك القانوني من جانب، والممارسة واكتساب المهارات التطبيقية من جانب آخر، ويتميز البرنامج باشتماله على العديد من المقررات الحديثة والعالمية والتي تغطي مجالات التحكيم والاستثمار الأجنبي وتشريعات النقل والعمل وتشريعات البيئة والقانون الجنائي الدولي وقانون التجارة الدولية، علاوة على المقررات الأساسية التي تهدف إلى إكساب الطالب الملكة القانونية. كما يتميز بكالوريوس القانون بأن العديد من مقرراته تدرس باللغة الإنجليزية بنسبة تصل إلى 45% مما يحقق متطلبات سوق العمل ويفتح المجال أمام الخريجين لمزاولة مختلف الأعمال القانونية محلياً وعالمياً.
ويهدف البرنامج إلى تزويد المجتمع وأجهزة الدولة بخريجين قانونين قادرين على احترام القانون والحقوق على أنواعها، ويتمتعون بالمهارات القانونية التي تخولهم لرفع الوعي والثقافة القانونية لدى فئات المجتمع المختلفة ومؤهلين لإتمام الأعمال القانونية من كتابة المذكرات القانونية وصحف الدعاوى والمرافعة أمام الجهات المتعددة في الدولة والتفاوض والتحليل بمنهجية سليمة.
يقوم بالتدريس في الكلية نخبة من أساتذة القانون الأكفاء، إضافةً إلى الاستعانة بمجموعة من الخبراء القانونيين في قطاعات العمل المختلفة كالقضاة والمستشارين والمحامين، كما تؤمن الكلية للطلبة ممارسة فعاليات المحكمة الصورية ومهارات الترافع، الأمر الذي يساهم في تنمية قدرات الطلبة على العمل الجماعي والتحليل والتفكير السليم، ويهيئ مناخاً مناسباً لتنمية الجوانب التطبيقية وخلق الإبداع والتفوق لدى الطلبة.

## كلية الهندسة
منذ تأسيسها عام 1980تعمل كلية الهندسة وبشكل مستمر على أن تقدم لطلبتها تعليما هندسيا ذا جودة عالمية، وإضافة إلى العلوم الأساسية والاجتماعية تزود برامج الكلية الطلبة بالمهارات العلمية والتقنية المتميزة لتمكينهم من المساهمة في تطوير هذا المجال إقليميا وعالميا، وتضم الكلية أقسام الهندسة الميكانيكية والمدنية والكهربائية وعلوم الحاسب.
و تقدم الكلية برامج دراسية تمنح الطالب درجة البكالوريوس في العلوم الهندسية في أحد المجالات التالية:
- الهندسة المعمارية
- الهندسة الميكانيكية
- الهندسة المدنية
- هندسة الحاسب الآلي
- علوم الحاسب الآلي
- الهندسة الكهربائية
- الهندسة الميكانيكية
- الهندسة الصناعية والنظم

هذا وقد حصلت برامج علوم الحاسب والهندسة الكيميائية والهندسة المدنية والهندسة الكهربائية والهندسة الميكانيكية والهندسة الصناعية والنظم وهندسة الحاسب على الاعتماد الأكاديمي من قبل الهيئة الأمريكية لاعتماد العلوم الهندسية والتكنولوجيا ABET. 

## كلية الإدارة والاقتصاد
أنشئت كلية الإدارة والاقتصاد عام 1985 بغرض إعداد الخريجين المتخصصين في مختلف فروع المعارف الاقتصادية، والإدارية، والمحاسبية بما يتلاءم مع احتياجات سوق العمل بالدولة وأيضا القيام بالبحوث والدراسات اللازمة في مجالات تخصص الأقسام العلمية بالكلية بما يعمل على ربط الكلية بالمجتمع. تهدف الكلية لتخريج طالب متميز يحمل درجة البكالوريوس في الإدارة والاقتصاد والمعترف بها من قبل الهيئات الدولية متسلحا بالمعرفة التي تلبي المعايير العالمية لمواكبة تحديات الوظيفة في القطاعين العام والخاص، وكذلك تمكن الطالب من الالتحاق ببرامج الدراسات العليا في جامعات ذات سمعة مرموقة.
ويتطلب الحصول على درجة البكالوريوس اجتياز الطالب 125 ساعة معتمدة للتخرج من أحد أقسام الكلية التالية:-
- المحاسبة ونظم المعلومات
- المالية والاقتصاد
- الإدارة والتسويق

## برنامج الماجستير في إدارة الأعمال
تعد كلية الإدارة والاقتصاد المانح الوحيد لدرجة الماجستير في إدارة الأعمال في دولة قطر. لقد صمم هذا البرنامج ليساعد الطالب على اتخاذ القرارات الإدارية وتطوير المهارات اللازمة لتطبيق الأساليب المالية والتسويقية والتنظيمية والإحصائية وتلك المتعلقة بتكنولوجيا المعلومات لتشخيص المشاكل الإدارية المعقدة واقتراح الحلول لها وكيفية تنفيذها.

## كلية الصيدلة
انطلق برنامج الصيدلة بجامعة قطر عام 2006، وتطمح الكلية في رؤيتها بأن تصبح كلية صيدلة متميزة في منطقة الشرق الأوسط. أما رسالة الكلية فهي العمل على إعداد وتأهيل الطلبة لتقديم أفضل رعاية صيدلانية وطبية، وتشجيع الأنشطة والأبحاث العلمية في هذا المجال، وأن تعمل على توفير صيادلة متميزين للمساهمة في تلبية الاحتياجات المحلية والإقليمية والعالمية. ومع الاعتقاد الجازم بأن جميع مجالات الطب والعلوم متصلة من خلال البحث عن المعلومات والنجاح والقدرة على إحداث تغير، فإن كلية الصيدلة تقدم للطلبة فرصة بناء مستقبل وممارسة مهنة هي من أكثر المجالات المرغوبة عالمياً في الوقت الحاضر.
تمنح كلية الصيدلة درجة البكالوريوس في علوم الصيدلة (5سنوات)، وقد حصلت الكلية على الموافقة لمنح درجة دكتور صيدلة (6سنوات)، وهي درجة تستهدف الخريجين الذين يطمحون في عمل دراسة إكلينيكية متقدمة ويتوقع إطلاقها قبل عام 2011.

## البرامج الأكاديمية
وتتميز جامعة قطر بطرحها للنطاق الأوسع من البرامج الأكاديمية في الدولة إذ تقدم ما يزيد على الستين تخصصا، فضلا عما تقدمه لمنتسبيها والجامعات الأخرى والمجتمع من بنية تحتية متقدمة للأبحاث العلمية والأكاديمية مما سلط الضوء عليها وأذاع صيتها كواحدة من مصادر البحث والدراسات الأكثر نشاطا في الدولة. وقد ساعدت هذه العوامل وغيرها الجامعة على استقطاب عدد من العلماء والأساتذة ذوي الخبرة والسمعة العالمية في الميادين الأكاديمية والبحثية المختلفة. وامتداداً لسياسة الجامعة بإتاحة فرص التعليم أمام جميع الطلاب الساعين والمؤهلين لإكمال دراستهم ما بعد الثانوية، طُرح برنامج التعليم الموازي المسائي في العام الدراسي 97/98، ومؤخرا بدأت الجامعة بفتح برنامج الماجستير لبعض التخصصات وبرنامج الدبلوم العالي لتخصصات أخرى.

## البرنامج التأسيسي
يقدم البرنامج التأسيسي في جامعة قطر فرصة متميزة وقوية لمساعدة الطلبة ليصبحوا أكثر قدرة وثقة في المجالات الأكاديمية الرئيسة. يبدأ أولاً تسجيل الطلبة الجدد في البرنامج التأسيسي لتطوير قدراتهم في واختبار المجالات الوظيفية والبرامج المتعددة من الكليات الأخرى في الجامعة. إن الطلبة الذين أنهوا المرحلة المدرسية بشكل ممتاز وحققوا ما يكفي من الدرجات في اختبارات تحديد المستوى (TOEFL ACT, IC3,) يتم إعفائهم من متطلبات مادة اللغة الإنجليزية، والرياضيات، والحاسب الآلي في البرنامج التأسيسي.

## البحوث وخدمة المجتمع
- مكتب التعليم المستمر

أنشئ مكتب التعليم المستمر وخدمة المجتمع عام 1995 لتفعيل دور الجامعة بتزويد أفراد المجتمع القطري بالخبرات والمهارات اللازمة من أجل استمرارية التطوير المؤسسي بالدولة. ويسعى المكتب لتأسيس وتطوير شراكات مهنية ذات منفعة متبادلة بين الجامعة ومختلف المؤسسات المحلية والإقليمية.
- البحث العلمي

قامت جامعة قطر بإنشاء هيكل جديد متضمنا مكتب البحث العلمي المتمثل في مكتب مساعد نائب رئيس الجامعة لشؤون البحث، ويتكون من عدة وحدات بحثية أهمها: مركز العلوم البيئية ومركز أبحاث معالجة الغاز ومركز الاتصالات اللاسلكية، وحدة النشر والمطبوعات العلمية، وحدة المختبرات المركزية، ومركز المواد المتقدمة.

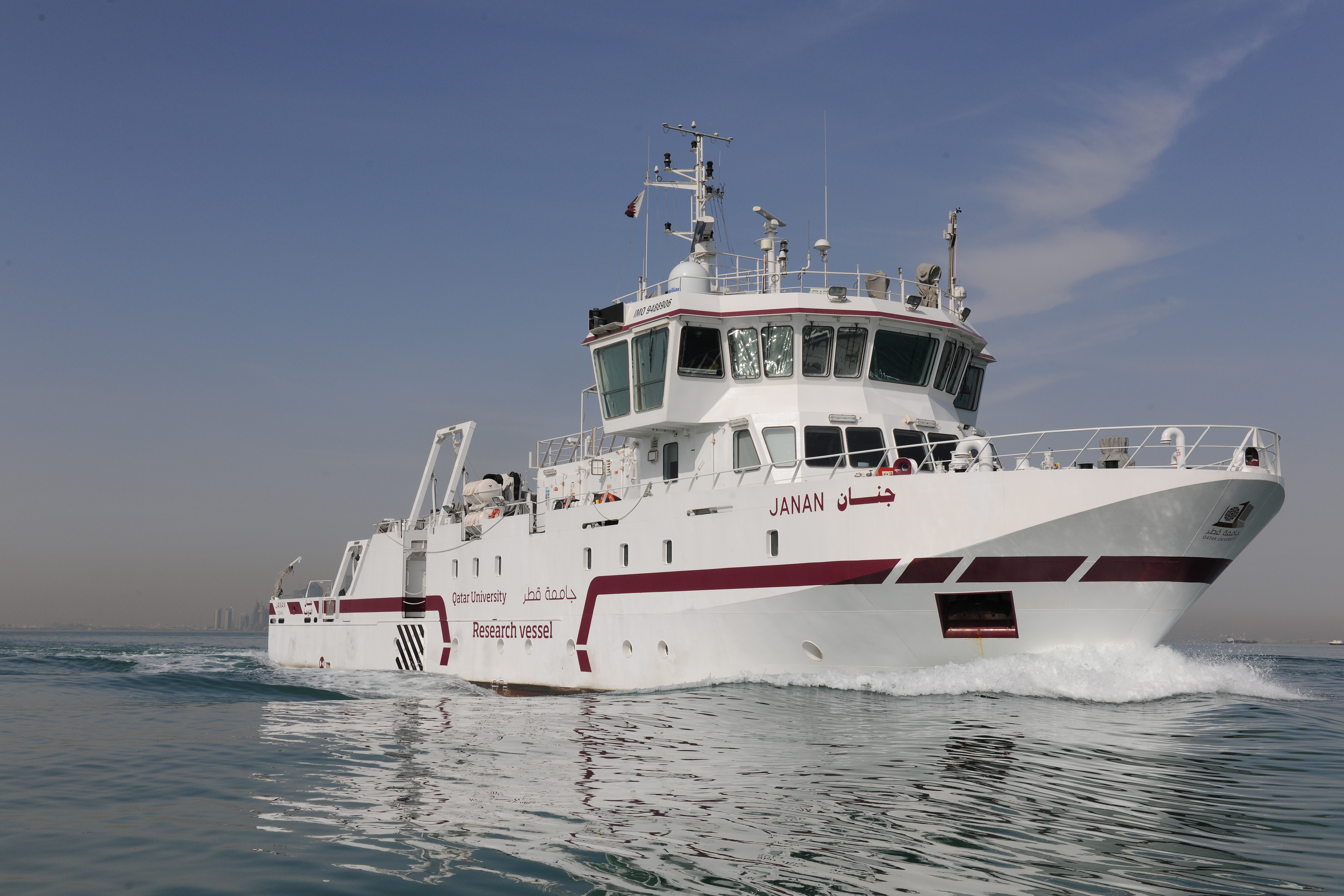
سفينة الأبحاث جنان المستخدمة منذ العام 2011 في مركز العلوم البيئية

- مركز العلوم البيئية

أنشئ مركز العلوم البيئية عام 1980م ليكون الجهة المسئولة عن دعم البحث العلمي في مجال أبحاث البيئة البحرية وعلوم الأرض والغلاف الجوي وتطبيق التكنولوجيا الحديثة في مختلف مجالات التنمية ومتابعة التقدم العلمي. ويضم المركز العديد من الوحدات المختصة بالعلوم البيئية تعد أحدثها سفينة الأبحاث جنان ووحدة الاستشعار عن بعد لتحليل صور الأقمار الصناعية وإجراء البحوث والدراسات المختلفة للكثير من جهات الدولة المختلفة.
- مركز أبحاث معالجة الغاز

يختص مركز أبحاث معالجة الغاز ببحث ودراسة المشاكل والتحديات والفرص المتاحة أمام دولة قطر في مجال صناعة الغاز مما سيساعد في جعل قطر عاصمة الغاز في العالم. وفي جوهر نشاطاته، يركز المركز على إدارة الأصول وتطوير عمليات التصنيع والتنمية المستدامة.
ومن المؤمل أن يصبح المركز جهة مركزية لإصدار ونشر المعلومات والتكنولوجيا المتعلقة بأعمال تصنيع الغاز بدولة قطر وذلك من خلال نطاق واسع من الخدمات التي سيقدمها أو يوفرها المركز والذي من المتوقع أن يشكل مستودعاً محلياً لتكنولوجيا صناعة الغاز والخدمات الفنية والتقنية التي تقدمها الشركات المتعددة الجنسيات بالشراكة مع المؤسسات والشركات الوطنية. ومع مرور الوقت ستتمكن الدولة من أن يكون لديها المعرفة والخبرات والتكنولوجيا اللازمة لتشغيل وصيانة وتطوير مرافقها الصناعية ذات العلاقة-أي- تقطير المعرفة والتكنولوجيا المشار إليها في هذا السياق.

## مركز جامعة قطر للاتصالات اللاسلكية
يقوم المركز بإجراء البحوث التطبيقية في ميادين التطبيقات اللاسلكية الجديدة الخاصة بالصناعات المحلية المستهدفة وتطبيقات الخدمات المتعددة الوسائط للأجهزة النقالة وتقنيات الاتصال اللاسلكي العريض الحزمة ومنها تقنية الجيل الثالث والرابع وتقنية الواس ماكس والقمر الاصطناعي إلى جانب عمل دراسات حول الإشعاعات الصادرة عن ترددات الراديو. كما يرمي المركز إلى تقديم خدمات المشورة وتعزيز المعرفة والتدريب في مجال الاتصالات اللاسلكية وتطوير تطبيقات لاسلكية جديدة لاستخدامها في قطاعات صناعية مثل النفط والغاز والرعاية الصحية والنقل وغيرها من القطاعات المتخصصة.

## معهد الأبحاث الاجتماعية والاقتصادية المسحية
يقوم معهد الأبحاث الاجتماعية والاقتصادية المسحية بإجراء دراسات ميدانية في مجالات العمل والعمالة والجوانب الاقتصادية والأسرة والقضايا الاجتماعية، الصحة، التعليم وغيرها. وسوف تساعد نتائج ومؤشرات الدراسات الميدانية الجادة المسئولين على رسم السياسات الاقتصادية والاجتماعية المناسبة بما يخدم التنمية في دولة قطر. وعلاوة على ذلك سيشكل المركز المنطلق والبيئة المناسبة التي ستتيح لأعضاء هيئة التدريس والطلبة أجراء الدراسات والبحوث المسحية التي تتفق مع رسالة وأهداف الجامعة. وفي هذا السياق سيتعاون المركز مع معهد الدراسات الاجتماعية بجامعة ميتشيجن في آن آربر بالولايات المتحدة وهو من أشهر المراكز المتخصصة في مجال تطوير وتطبيق المنهجيات والبحوث المسحية.

## المركز الثقافي التركي (مركزيونس امرة)
تم افتتاح المركز الثقافي التركي في الجامعة في سبتمبر 2015 خلال زيارة الرئيس التركي رجب طيب أردوغان إلى قطر واعلن ذلك خلال القائه كلمة بعد منحة درجة الدكتوراه الفخرية بالفلسفة من الجامعة 

## الأنشطة الطلابية
شاركت عمادة شؤون الطلاب في الجامعة في كثير من المعارض والأسابيع الثقافية والاجتماعية والفنية على مستوى دول مجلس التعاون لدول الخليج العربية وأقامت الجامعة العديد من المعارض الفنية في رحاب الجامعة كما استقبلت عدداً من الوفود الطلابية من الجامعات العربية.
- من الجامعات المشاركة في البطولة الخليجية للجامعات المعروفة باسم الدورة الرياضية الثامنة لجامعات ومؤسسات التعليم العالي في دول مجلس التعاون لدول الخليج العربية نوفمبر 2017[12]

## شؤون الطلاب
إن قطاع شؤون الطلاب يسهم في دعم رؤية جامعة قطر التعليمية وذلك بتقديم فرص مبتكرة، وبرامج ذات جودة عالية، وخدمات ذات كفاءة عالية، لكي تثري من الخبرة التعليمية للطلاب وتصقل نموهم الشخصي.
كما يعمل قطاع شؤون الطلاب بشكل وثيق وبالتعاون مع وحدات وقطاعات الجامعة الأخرى إلى إتاحة الفرصة للطلاب بالمشاركة في الحياة الجامعية داخل وخارج الفصول الدراسية وذلك بانخراطهم في التدريبات القيادية، والتطوير الوظيفي، والتبادل الطلابي الثقافي، إضافة إلى تنمية وتطوير حياة الطالب الجامعية على المستوى الفكري والشخصي والأخلاقي. كما نهدف إلى دعم احتياجات دولة قطر ومؤسساتها المختلفة من الخريجين المؤهلين والقادرين على خدمة المجتمع القطري في أسواق العمل بكل كفاءة وفاعلية.

## شركاء
تعتبر جامعة قطر مرجعاً علمياً وبيتاً للخبرة للمجتمع القطري في قضايا اجتماعية وعلمية وصناعية مختلفة مما يمنح طلابها الفرصة للتعرف على قضايا خاصة بالصناعات المحلية، ويوفر لهم فهما أعمق للخصوصيات المحلية لتخصصاتهم، كما تستقبل جامعة قطر كل عام ما يقارب من 70% من خريجي المدارس الثانوية مما يدل على أنها الخيار الأول للطلاب القطريين وبالتالي فقد أصبحت الجامعة شريكا أساسياً للشركات والمؤسسات المحلية في عملية التقطير.

## أعضاء هيئة التدريس
حرص مشروع تطوير الجامعة على اتخاذ ما يلزم لاستقطاب والحفاظ على أعضاء هيئة تدريس على أعلى المستويات يتمتعون بسمعة متميزة في مجالهم. وقد انضم إلى الجامعة مؤخرا أعضاء هيئة تدريس من مؤسالت لاتلتسات تعليمية ذات سمعة عالمية مثل جورج تاون بواشنطن وUCLA بكاليفورنيا وغيرها.

## وصلات خارجية
- موقع جامعة قطر
- خريجونا المميزون
- مكتبة الجامعة